# Вишенка (Дновський район)
Вишенка (рос. Вишенка) — присілок в Дновському районі Псковської області Російської Федерації.
Населення становить 38 осіб. Входить до складу муніципального утворення Вискодська волость.

## Історія
Від 2015 року входить до складу муніципального утворення Вискодська волость.

## Населення
| 2001 | 2002 | 2010 |
| ---- | ---- | ---- |
| 97   | ↘70  | ↘38  |